# Alejandro Cichero Jr.
Alejandro Gabriel Cichero Terrero (Caracas, Venezuela; 11 de julio de 2006), más conocido como Alejandro Cichero Jr., es un futbolista venezolano que juega de delantero en el Frosinone Calcio de la Serie B de Italia.
Es hijo del exfutbolista Alejandro Cichero, sobrino del también exfutbolista Gabriel Cichero, y nieto del exfutbolista Mauro Cichero. Todos seleccionados de Venezuela.

## Estadísticas

### Clubes
Actualizado al último partido disputado el 9 de mayo de 2025.
| Club                      | Div.          | Temporada     | Liga  | Liga  | Liga   | Copas nacionales | Copas nacionales | Copas nacionales | Copas internacionales | Copas internacionales | Copas internacionales | Total | Total | Total  |
| Club                      | Div.          | Temporada     | Part. | Goles | Asist. | Part.            | Goles            | Asist.           | Part.                 | Goles                 | Asist.                | Part. | Goles | Asist. |
| ------------------------- | ------------- | ------------- | ----- | ----- | ------ | ---------------- | ---------------- | ---------------- | --------------------- | --------------------- | --------------------- | ----- | ----- | ------ |
| Frosinone Calcio · Italia | 2.ª           | 2024-25       | 5     | 0     | 0      | 0                | 0                | 0                | —                     | —                     | —                     | 5     | 0     | 0      |
| Frosinone Calcio · Italia | Total club    | Total club    | 5     | 0     | 0      | 0                | 0                | 0                | 0                     | 0                     | 0                     | 5     | 0     | 0      |
| Total carrera             | Total carrera | Total carrera | 5     | 0     | 0      | 0                | 0                | 0                | 0                     | 0                     | 0                     | 5     | 0     | 0      |